# Náyade (satélite)
Náyade (del griego: Ναϊάδες), también conocido como Neptuno III y designado provisionalmente como S/1989 N 6, es un pequeño e irregular satélite natural del planeta Neptuno. Tiene aproximadamente 58 kilómetros de diámetro y es el satélite más cercano al centro de uno de los gigantes gaseosos, a tan sólo 48 227 kilómetros del centro de Neptuno, lo que provoca que Náyade tenga una rápida velocidad orbital alrededor de Neptuno: tan sólo emplea 0.2943 días terrestres (7 horas y 3 minutos) para completar una vuelta. Fue nombrado en honor a las Náyades, ninfas acuáticas de la mitología griega.

## Historia
Náyade fue descubierto a mediados de septiembre de 1989 a partir de las imágenes tomadas por la sonda espacial Voyager 2 de la NASA, siendo el último satélite descubierto durante el sobrevuelo de esta sonda. El descubrimiento de Náyade fue anunciado el 29 de septiembre de 1989 y su nombre le fue dado el 16 de septiembre de 1991.

## Características físicas
Náyade tiene una forma irregular. Es probable que se trate de un conjunto de escombros reacumulados a partir de fragmentos de los satélites originales de Neptuno, que fueron destrozados por perturbaciones de Tritón poco después de la captura de este último en una órbita inicial muy excéntrica.

## Órbita
Su período orbital es inferior a un día neptuniano, lo que resulta en una disipación de marea que provocará que su órbita decaiga hacia Neptuno. Con el tiempo, chocará contra la atmósfera de Neptuno o se fragmentará para convertirse en un nuevo anillo.

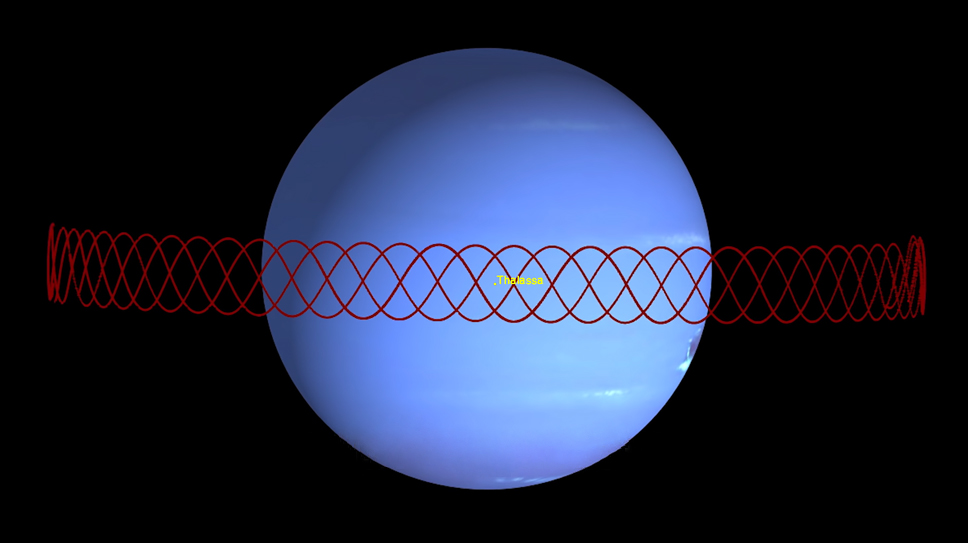
En rojo, la órbita de Náyade. En el centro de la imagen, Talasa.

Náyade se encuentra en una resonancia orbital de 73:69 con el próximo satélite exterior, Talasa, en una "danza de evasión". A medida que orbita Neptuno, Náyade, más inclinado, pasa sucesivamente por Talasa dos veces por arriba y luego dos veces por abajo, en un ciclo que se repite cada 21.5 días terrestres aproximadamente. Estos dos satélites están a unos 3 540 kilómetros de distancia uno del otro cuando se cruzan. Aunque sus radios orbitales difieren sólo en 1 850 kilómetros, Náyade oscila alrededor de 2 800 kilómetros por encima o por debajo del plano orbital de Talasa en su máxima aproximación. Por tanto, esta resonancia, como muchas de estas correlaciones orbitales, sirve para estabilizar las órbitas maximizando la separación en la conjunción. Sin embargo, el papel de la inclinación orbital en mantener esta evitación en un caso donde las excentricidades orbitales son mínimas es inusual.

## Exploración
Desde el sobrevuelo de la sonda Voyager 2, el sistema neptuniano ha sido ampliamente estudiado desde observatorios terrestres y también desde el telescopio espacial Hubble. En 2002 y 2003, el observatorio Keck observó el sistema utilizando óptica adaptativa y detectó fácilmente los cuatro satélites interiores más grandes. Se encontró a Talasa con algún procesamiento de imágenes, pero no se localizó a Náyade. El telescopio espacial Hubble tiene la capacidad de detectar todos los satélites conocidos y posibles nuevos satélites incluso más tenues que los encontrados por la Voyager 2. El 8 de octubre de 2013, el Instituto SETI anunció que Náyade había sido localizado en imágenes archivadas del Hubble de 2004. La sospecha de que la pérdida de posicionamiento se debió a errores considerables en las efemérides de Náyade resultó correcta ya que Náyade finalmente se ubicó a 80 grados de su posición esperada.